# 13 أغسطس
- السبت
- الأحد
- الاثنين
- الثلاثاء
- الأربعاء
- الخميس
- الجمعة

- 261 صفر 1447  هـ
- 272 صفر 1447  هـ
- 283 صفر 1447  هـ
- 294 صفر 1447  هـ
- 305 صفر 1447  هـ
- 316 صفر 1447  هـ
- 17 صفر 1447  هـ
- 28 صفر 1447  هـ
- 39 صفر 1447  هـ
- 410 صفر 1447  هـ
- 511 صفر 1447  هـ
- 612 صفر 1447  هـ
- 713 صفر 1447  هـ
- 814 صفر 1447  هـ
- 915 صفر 1447  هـ
- 1016 صفر 1447  هـ
- 1117 صفر 1447  هـ
- 1218 صفر 1447  هـ
- 1319 صفر 1447  هـ
- 1420 صفر 1447  هـ
- 1521 صفر 1447  هـ
- 1622 صفر 1447  هـ
- 1723 صفر 1447  هـ
- 1824 صفر 1447  هـ
- 1925 صفر 1447  هـ
- 2026 صفر 1447  هـ
- 2127 صفر 1447  هـ
- 2228 صفر 1447  هـ
- 2329 صفر 1447  هـ
- 241 ربيع الأول 1447  هـ
- 252 ربيع الأول 1447  هـ
- 263 ربيع الأول 1447  هـ
- 274 ربيع الأول 1447  هـ
- 285 ربيع الأول 1447  هـ
- 296 ربيع الأول 1447  هـ
- 307 ربيع الأول 1447  هـ
- 318 ربيع الأول 1447  هـ
- 19 ربيع الأول 1447  هـ
- 210 ربيع الأول 1447  هـ
- 311 ربيع الأول 1447  هـ
- 412 ربيع الأول 1447  هـ
- 513 ربيع الأول 1447  هـ

13 أغسطس أو 13 آب أو يوم 13 \ 8 (اليوم الثالث عشر من الشهر الثامن) هو اليوم الخامس والعشرون بعد المئتين (225) من السنوات البسيطة، أو اليوم السادس والعشرون بعد المئتين (226) من السنوات الكبيسة وفقًا للتقويم الميلادي الغربي (الغريغوري). يبقى بعده 140 يوما لانتهاء السنة.

## أحداث
- 1892 - صدور العدد الأول من صحيفة «الأفرو أمريكان» في مدينة بالتيمور لتعبر عن تطلعات الزنوج في الولايات المتحدة.
- 1913 - اختراع مادة الستاينليس ستيل على يد المخترع الإنجليزي هاري بيرلي.
- 1923 - المؤتمر الوطني في تركيا يقرر تعيين مصطفى كمال رئيسًا للحكومة التركية في خطوة أخيرة نحو القضاء على الخلافة الإسلامية.
- 1940 - القوة الجوية الألمانية تنفذ عملية قصف جوي كبيرة اعتُبرت الأعنف بذلك الوقت ضد العاصمة البريطانية لندن أثناء الحرب العالمية الثانية.
- 1951 - المملكة المتحدة توقع اتفاقية جديدة تضمن حصولها على امتيازات إضافية في قطاع النفط العراقي.
- 1953 - اجتماع متأمرين عند الحاج التهامي الكلاوي بمراكش وأعلنوا أن سلطان المغرب محمد الخامس لم يعد أهلا لقيادة المجتمع المغربي ونصبوا مكانه محمد بن عرفة.
- 1960 - أفريقيا الوسطى تعلن استقلالها عن فرنسا.
- 1961 - إغلاق الحدود بين الألمانيتين وبدء بناء جدار برلين.
- 1964 - مجلس الوحدة الاقتصادية العربية التابع لجامعة الدول العربية يوافق على اتفاقية السوق العربية المشتركة.
- 1973 - انتخاب ذو الفقار علي بوتو رئيسًا لوزراء باكستان.
- 1987 - الرئيس الأمريكي رونالد ريغان يعترف بمسئوليته عن قضية إيران / كونترا.
- 1992 - وزير الخارجية اللبناني فارس بويز يتعرض لمحاولة اغتيال في شمال لبنان.
- 2004 - بدء دورة الألعاب الأولمبية الصيفية التي تستضيفها اليونان.
- 2014 - منتخب العراق للأشبال يتوج ببطولة آسيا للواعدين تحت 14 عامًا لِسنة 2014.
- 2015 -
  - إعصار سودلور أو إعصار حنَّة ينحسر بعد أن ضرب تايوان وشرق الصين واليابان والفلپين وما جاورها من جُزر ومناطق مُخلفًا 38 قتيلًا على الأقل ومئات الجرحى.
  - تفجير شاحنة مُفخخة في إحدى الأسواق الشعبيَّة في بغداد يُخلِّف 80 قتيلًا على الأقل وأكثر من 200 جريح.
  - الرئيس الأمريكي السابق جيمي كارتر يعلن عن إصابته بمرض السرطان.
  - عالم آثار أمريكي يقول باحتمال العُثور على قبر نفرتيتي الذي حيَّر مكانه العُلماء طيلة سنوات، وأنهُ يقع في حُجرة سريَّة خلف قبر توت عنخ آمون.
- 2020 - إسرائيل والإمارات العربية المتحدة تعلنان اتفاقًا لتطبيع العلاقات بين الدولتين.

## مواليد
- 1814 - آندرز أنجستروم، عالم فيزياء سويدي.
- 1819 - جورج جابرييل ستوكس، عالم رياضيات وفيزياء أيرلندي.
- 1872 - ريشارد فيلشتيتر، عالم كيمياء ألماني حاصل على جائزة نوبل في الكيمياء عام 1915.
- 1888 - جون لوجي بيرد، مهندس كهربائي اسكتلندي.
- 1899 - ألفريد هتشكوك، مخرج سينمائي إنجليزي.
- 1910 - محمد عبد المطلب، مغني مصري.
- 1913 - المطران مكاريوس، رئيس وكبير أساقفة الكنيسة القبرصية الأرثوذكسية وأول رئيس لقبرص.
- 1918 - فردريك سانغر، عالم كيمياء حيوية إنجليزي حاصل على جائزة نوبل في الكيمياء عام 1958 وعام 1980.
- 1926 - فيدل كاسترو، رئيس كوبي.
- 1930 - كمال أبو لطيف، عسكري ومحامي لبناني.
- 1946 - أحمد ماهر، ممثل مصري.
- 1952 - عائشة الرازم، شاعرة وصحفية ورسامة فلسطينية - أردنية.
- 1957 - فيصل الدخيل، لاعب كرة قدم كويتي.
- 1958 - رشيد عساف، ممثل سوري.
- 1962 -
  - محمد الرشيد، ممثل كويتي.
  - مانويل فالس، رئيس وزراء فرنسي.
- 1963 - سريديفي، ممثلة هندية.
- 1964 - حنان، مغنية مصرية.
- 1965 - هاياتو ماتسو، ملحن ياباني.
- 1970 - آلان شيرر، لاعب كرة قدم إنجليزي.
- 1973 - سعود الورع، إعلامي كويتي.
- 1975 - جيمس كربينالو، ممثل أمريكي.
- 1984 - نيكو كرانيكار، لاعب كرة قدم كرواتي.
- 1986 - رانيا منصور، ممثلة مصرية.

## وفيات
- 1688 - إبراهيم بن حسين البيري، عالم مسلم حجازي عثماني.
- 1810 - جاك فرانسوا مينو، جنرال فرنسي.
- 1863 - ديلاكروا، رسام فرنسي.
- 1917 - إدوارد بوخنر، عالم كيمياء ألماني حاصل على جائزة نوبل في الكيمياء عام 1907.
- 1944 - أحمد سكيرج، فقيه ومتصوف وشاعر مغربي.
- 1946 - هربرت جورج ويلز، كاتب إنجليزي.
- 1953 - خليل السكاكيني، أديب فلسطيني.
- 1965 - هاياتو إيكيدا، رئيس وزراء اليابان.
- 1981 - صلاح عبد الصبور، شاعر مصري.
- 1989 - علي سامي الشيرازي، عالم آثار إيراني.
- 2004 - جوليا تشايلد، طاهية أمريكية.
- 2010 - داود سلوم، لغوي وعالِم أدبي عراقي.
- 2012 - هيلين براون، صحافية وكاتبة أمريكية.
- 2017 - وليد العلي، داعية كويتي.
- 2020 -
  - عصام العريان، سياسي مصري وعضو مكتب إرشاد جماعة الإخوان المسلمين في مصر.
  - سمير الإسكندراني، رسام ومغني مصري.

## أعياد ومناسبات
- اليوم العالمي لعسريي اليد
- عيد المرأة في تونس.

## وصلات خارجية
- وكالة الأنباء القطريَّة: حدث في مثل هذا اليوم.
- النيويورك تايمز: حدث في مثل هذا اليوم.
- BBC: حدث في مثل هذا اليوم.